# Nowe Sytuacje
Nowe Sytuacje – projekt muzyczny założony w 2014 roku przez byłych członków nieistniejącego już zespołu Republika. Początkowo w planach była jedynie trasa koncertowa w roku 2014, podczas której mieli zagrać utwory z pierwszej płyty.

## Historia
W 2014 roku byli członkowie Republiki wraz z trzema wokalistami - Tymonem Tymańskim, Piotrem Roguckim oraz Jackiem Budyniem Szymkiewiczem - postanowili ruszyć w trasę koncertową podczas której mieliby zagrać utwory z pierwszej płyty zespołu - Nowe sytuacje. Nie chcieli reaktywować grupy, więc postanowili grać pod nazwą albumu. Dołączył do nich pianista Bartłomiej Gasiul. Początkowo utwory miały być pozbawione fletu, lecz Szymkiewicz nauczył się na nim grać oglądając nagrania koncertowe Republiki i imitując styl gry lidera Ciechowskiego.
W 2015 roku Leszek Biolik w wywiadzie potwierdził, iż zespół kontynuuje działalność i ma zamiar zagrać utwory z albumu Masakra. Wraz z końcem 2015 roku, po trasie koncertowej, z projektu wycofał się Zbigniew Krzywański.

## Dyskografia
Albumy
| Tytuł             | Dane dot. albumu                                         |
| ----------------- | -------------------------------------------------------- |
| Jarocin Live 2014 | - Data: 17 listopada 2014 - Wydawca: Warner Music Poland |
| Jarocin Live 2015 | - Data: 24 czerwca 2016 - Wydawca: Musicom               |

Single
| „Moj Imperializm”            | 2014 | —  | Jarocin Live 2014 |
| „Paryż Moskwa 17.15”         | 2016 | 41 | Jarocin Live 2015 |
| „—” singel nie był notowany. |      |    |                   |

Kompilacje różnych wykonawców
| Tytuł              | Rok  | Utwór                                         | Źródło      |
| ------------------ | ---- | --------------------------------------------- | ----------- |
| Męskie Granie 2014 | 2014 | „Śmierć w Bikini (Live)” „My Lunatycy (Live)” | [ 6 ] [ 7 ] |